# Unteres Würmtal
Unteres Würmtal ist ein Naturschutzgebiet  im Gebiet der Stadt Pforzheim und der Gemeinde Neuhausen im Enzkreis in Baden-Württemberg. Mit Verordnung  vom 17. August 1995 hat das Regierungspräsidium Karlsruhe das Gebiet unter Naturschutz gestellt. Das Gebiet hat eine Fläche von 158,5 Hektar, es liegt mit 125,8 Hektar auf dem Gebiet der Stadt Pforzheim und mit 32,7 Hektar auf dem Gebiet der Gemeinde Neuhausen.

## Lage
Der Unterlauf der Würm auf den letzten neun Kilometern vor ihrer Mündung in die Nagold ist ein weitgehend unverbautes Schwarzwaldtal. Das Naturschutzgebiet liegt zwischen 252 und 370 Meter über NN. Es beginnt rund zwei Kilometer hinter Tiefenbronn und geht bis zur Stadtgrenze von Pforzheim und gehört zum Naturraum 150-Schwarzwald-Randplatten innerhalb der naturräumlichen Haupteinheit 15-Schwarzwald. Es grenzt auf seiner gesamten Länge an Landschaftsschutzgebiete, und zwar im ersten Drittel an das LSG Nr. 2.36.041-Neuhausen-Biet und anschließend an das LSG Nr. 2.31.001-Landschaftsschutzgebiet für den Stadtkreis Pforzheim. Außerdem ist es Teil des rund 1.902 Hektar großen FFH-Gebiets Nr. 7118341  Würm-Nagold-Pforte.  

## Schutzzweck
Wesentlicher Schutzzweck ist die Erhaltung und Verbesserung 
- des Unterlaufes der Würm mit ihrem natürlichen Geröllbett, ihren Uferbereichen und den ihr zufließenden Gewässern,
- der Feuchtwiesen und Hochstaudenfluren des Auen- und Uferbereichs,
- der bachbegleitenden Erlen- und Weidengehölze sowie der laubholzreichen Tannen-Rotbuchen-Wälder der Talflanken sowie
- der Blockhalden und Klingen

als Lebensraum speziell angepasster Tier- und Pflanzengesellschaften, als klimarelevante Elemente des Naturraumes und als landschaftstypische Bestandteile eines Schwarzwaldtales. Ein weiteres Ziel des Naturschutzgebietes ist die Erhaltung der kulturhistorischen Einrichtungen wie Wasserleitungen, Wehre und Wässerungsgräben, der Uferbefestigungen aus der Zeit des Holzflößens sowie der Burgruine Liebeneck mit ihren historischen Befestigungsanlagen.
Schutzzweck des Landschaftsschutzgebietes ist die Sicherung des ökologisch notwendigen Ergänzungsraumes für das Naturschutzgebiet und seine Tierwelt, insbesondere durch Erhaltung der landschaftlichen und ökologischen Einheit des Würmtales in seiner kulturhistorisch geprägten Eigenart und Nutzung.